# Cenoura e porrete
A frase "cenoura e porrete" (ou "cenoura e vara", "cenoura e pau") é uma metáfora para quando dois métodos diferentes de incentivo são simultaneamente empregados; a "cenoura", que se refere à promessa e ao fornecimento de recompensas desejadas em troca de cooperação; e o "porrete", que se refere à ameaça de consequências indesejadas em resposta à não obediência ou para obrigar a obediência. Na política, os termos são, respectivamente, análogos aos conceitos de poder brando e poder duro. Um exemplo político de uma cenoura pode ser a promessa de auxílio estrangeiro ou apoio militar, enquanto o porrete pode ser a ameaça de ação militar ou imposição de sanções econômicas.

## Origem
As primeiras referências à expressão "cenoura e porrete" na língua inglesa surgem de autores de meados do século XIX que, por sua vez, escreveram em referência a uma caricatura ou cartum da época que mostrava uma corrida entre dois montadores de burro: o jóquei perdedor utilizava a estratégia de surrar seu animal com "galhos de espinheiro negro" para forçá-lo a avançar, enquanto o vencedor da corrida amarrou uma cenoura na ponta de uma vara e simplesmente relaxava em sua sela, balançando a cenoura diante do burro. Curiosamente, em algumas tradições orais, nabos eram usados no lugar de cenouras como iscas para o burro.

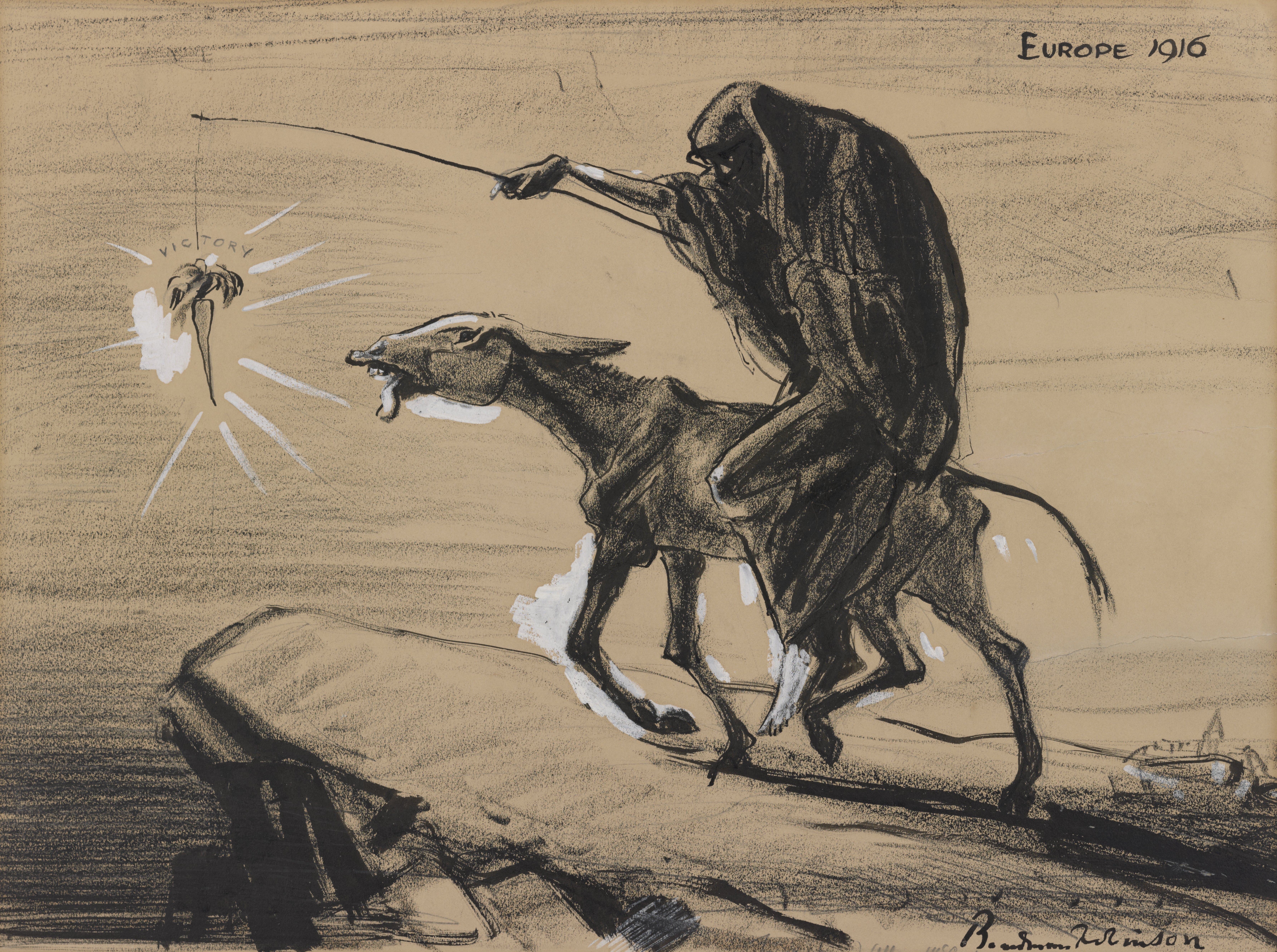
"Europe 1916", um cartum antiguerra por Boardman Robinson, retratando a Morte atraindo um burro emaciado em direção a um precipício com uma cenoura rotulada "Vitória" na ponta de uma vara

Décadas depois, a ideia reapareceu em uma carta de Winston Churchill, datada de 6 de julho de 1938: "Assim, com todos os artifícios, do porrete à cenoura, o emaciado burro austríaco é forçado a puxar o carrinho de mão nazista por uma ladeira cada vez mais íngreme."
O Hemisfério Sul adotou a expressão em 1947 e 1948, em meio a comentários de jornais australianos sobre a necessidade de estimular a produtividade no período pós-Segunda Guerra Mundial.
Os primeiros usos da expressão em periódicos amplamente disponíveis nos Estados Unidos ocorreram na edição de 11 de dezembro de 1948 do The Economist e em um artigo da Daily Republic, no mesmo ano, que discutia a economia da Rússia.
Na língua alemã, assim como na russa e na ucraniana, uma expressão relacionada traduz-se como "pastelaria e chicote".
No México, o presidente e ditador Porfirio Díaz era conhecido por sua política pan o palo (pão ou pau). Embora Diaz favorecesse a conciliação, ele também via a necessidade da violência como uma opção, sintetizada por sua frase: "Cinco dedos ou cinco balas."